# Дружини грають у брідж
«Дружини грають у брідж» (англ. Bridge Wives) — американська короткометражна кінокомедія Роско Арбакла 1932 року.

## Сюжет
Місіс Сміт бере участь в марафоні, а пан Сміт турбується за результат.

## У ролях
- Аль Ст. Джон — Аль Сміт
- Ферн Емметт — місіс Сміт
- Біллі Блетчер — диктор
- Лінтон Брент — репортер
- Роджер Мур — працівник каналізації